# Kalynivka (Ternopilská oblast)
Kalynivka (ukrajinsky Калинівка) je vesnice na Ukrajině ve Ternopilském rajónu v Ternopilské oblasti. V roce 2001 v ní žilo 250 obyvatel.
Do roku 1964 se obec jmenovala Cecova.
V červenci 2017 delegace poslanců v čele s předsedou Sněmovny Parlamentu České republiky Janem Hamáčkem se zúčastnila řady akcí, které přímo v dějišti bitvy u Zborova připomínaly hrdinství legionářů. V rámci připomínkových akcí byla do mohyly v Kalynivce vložena bronzová schránka.
Ve vesnici je cerkev Ochrany Přesvaté Bohorodičky.